# Wilmien Haverkamp-Wenker
W.A.M. (Wilmien) Haverkamp-Wenker (Oud-Lutten, 25 maart 1966) is een Nederlandse bestuurder. Zij is partijloos. 

## Biografie
Haverkamp studeerde milieukunde aan Hogeschool Saxion en de Open Universiteit en bestuurs- en organisatiewetenschappen aan de Universiteit Utrecht. Ze was projectleider bij de gemeente Barneveld en vanaf 2000 projectleider stedelijke ontwikkeling bij de gemeente Enschede. Van 2011 tot aan haar burgemeesterschap was zij bij de gemeente Enschede stadsdeelmanager van Stadsdeel Noord.
Vanwege pensionering van Mervyn Stegers per 1 januari 2017, werd op 31 oktober 2016 door de gemeenteraad Haverkamp voorgedragen als burgemeester van Tubbergen. Op 9 januari 2017 werd zij beëdigd door de commissaris van de Koning in Overijssel, Ank Bijleveld. Vanaf 4 oktober 2021 werd zij in Tubbergen waargenomen door Jon Hermans-Vloedbeld wegens ziekte. Op 14 februari 2022 hervatte Haverkamp haar werkzaamheden.
Haverkamp maakte op 12 oktober 2022 bekend dat bij haar lymfeklierkanker is geconstateerd. Op 17 oktober van dat jaar werd bekendgemaakt dat locoburgemeester Berning haar tijdelijk waarnam. Vanaf 24 oktober van dat jaar werd Jon Hermans-Vloedbeld opnieuw waarnemend burgemeester van Tubbergen. Op 31 oktober van dat jaar werd bekendgemaakt dat zij wegens ziekte niet gaat voor een tweede termijn als burgemeester van Tubbergen en dus stopt. Dat betekent dat zij op 9 januari 2023 het ambt neerlegde.
In december 2023 werd Haverkamp strategisch verbinder bij woningcorporatie Domijn.